# 桜井郷村
桜井郷村（さくらいごうむら）は、かつて新潟県西蒲原郡にあった村。

## 沿革
- 1889年（明治22年）4月1日 - 町村制施行に伴い西蒲原郡境江村、村山村、麓村、麓村新田、観音寺村が合併し、桜井郷村が発足。
- 1901年（明治34年）11月1日 - 西蒲原郡弥彦村、矢作村と合併し、弥彦村を新設して消滅。